# NOAH (JAM Projectの曲)
「NOAH」（ノア）は、JAM Projectの44枚目のシングル。2011年4月27日にLantisから発売された。

## 概要
前作「Vanguard」から約2ヶ月でのリリースであり、2011年2作目のシングル。ジャケットデザインは41枚目のシングル「TRANSFORMERS EVO.」以来のグループメンバーが写っているものである。収録曲は、PSP用ゲームソフト『第2次スーパーロボット大戦Z 破界篇』の主題歌として使用されている。また、ゲームソフトの主題歌として採用されたのは33枚目のシングル「Crest of "Z's"」以来。
作詞、作曲は41stシングル「TRANSFORMERS EVO.」から4作連続で影山ヒロノブが手掛けている。カップリング曲の「願い」の作詞、作曲は42ndシングル「MAXON」以来に奥井雅美が手掛けている。2011年5月9日付のオリコン週間シングルチャートで40位を獲得。初動売上は0.2万枚を記録した。

## 収録曲
1. NOAH [4:26]
作詞・作曲：影山ヒロノブ、編曲：R・O・N
  - PSPゲーム『第2次スーパーロボット大戦Z 破界篇』オープニングテーマ

激しいサウンドに加えヘヴィメタルを思わせるスピード感溢れる曲調[1]。
曲のイメージはタイトル通り『ノアの方舟』の世界観に重なる「破界」と「再生」がテーマになっている[1]。
2. 願い [5:08]
作詞・作曲：奥井雅美、編曲：安瀬聖
  - PSPゲーム『第2次スーパーロボット大戦Z 破界篇』エンディングテーマ
3. NOAH（off vocal）
4. 願い（off vocal）